# 三村渉
三村 渉（、1954年5月7日 - 2021年8月26日）は日本映画の脚本家。三重県出身。

## 経歴
日本大学藝術学部映画学科卒業。大学卒業時に、自身は現場に向かないと考えたことから脚本家を目指して様々なコンクールに応募し、1982年サンリオ脚本賞受賞。映画監督の野村芳太郎に師事する。1987年に映画『フリーター』で脚本家デビュー。代表作はゴジラシリーズ。
日本映画学校の講師も務めていた。
2021年8月26日、長年の体調不良の悪化により死去。享年67歳。

## 人物・エピソード
野村へ師事したのは脚本を読んでもらったことがきっかけであり、サンリオ脚本賞受賞後、自費出版した自作の脚本を複数名に贈ったが、返答があったのは野村だけであったという。当時、野村は映画『疑惑』（1982年）の制作に入っており、三村はその下準備として裁判を傍聴し内容をメモして野村へ報告するという役割を担った。
東宝と外部プロダクションの共作による中村雅俊主演映画の制作に参加し、企画自体は中止になったが、その際に東宝プロデューサーの橋本幸治や監督に予定されていた大森一樹と知り合ったことがきっかけで東宝の映画に携わるようになった。橋本を通じてプロデューサーの富山省吾から映画『ゴジラvsモスラ』（1992年）のシノプシス制作を依頼され、採用には至らなかったものの製作の田中友幸から公表を得て、『ヤマトタケル』（1994年）の検討用脚本を経て、『ゴジラvsメカゴジラ』（1993年）の脚本を務めることとなった。三村は、前3作の脚本を手掛けた大森は現実性や科学的な要素を重視していたが、自身はファンタジー的な要素を取り入れているのが個性であると述べている。また、自身をメカ音痴と称しており、メカゴジラの描写については特技監督の川北紘一らからの助言によりかたちにすることができたと述べている。『ゴジラ×メカゴジラ』（2002年）についても、監督の手塚昌明が目指すリアルシミュレーション映画は自身の作風と異なっていたが、手塚が撮りたいかつ撮りやすいと思えるような脚本作りを心がけたと述懐している。
戦いに明確な決着をつけず、余韻を持たせる結末を好んでいる。

## 代表作品

### 脚本
- フリーター（宮下隼一との共同執筆）[7]
- 恋はいつもアマンドピンク（宮下隼一との共同執筆）
- GREEN BOY グリーンボーイ[7]
- リトル・シンドバッド（日本・サウジアラビア合作）
- キングの火遊び（東映Vシネマ）
- ビッグ・ボス（東映Vシネマ・神波史男との共同執筆）
- ヤマトタケル[7]
- ゴジラシリーズ
  - ゴジラvsメカゴジラ[7][5]
  - ゴジラ2000 ミレニアム（柏原寛司との共同執筆）[5]
  - ゴジラ×メガギラス G消滅作戦（柏原寛司との共同執筆）[5]
  - ゴジラ×メカゴジラ[7][5][注釈 1]
  - ゴジラ FINAL WARS（桐山勲との共同執筆）[5]
- 天才えりちゃん金魚を食べた
- 算法少女（高野楓子との共同執筆）[12]

### 監督
- 不思議めがね（2002年）[7]
  - 菅乃廣、鹿野浩史、赤松義正、三村渉による共同脚本[13]。音楽は藤原いくろう、主な出演は山田賢太郎、宮川竜一、浦野未来、三原じゅん子など[13]。

### 製作
- ZONEシリーズ
- 算法少女（劇場アニメ）[12]